# Иоганн II (князь Лихтенштейна)
Иоганн II (полное имя Иоганн Мария Франц Плацидус, нем. Johann Maria Franz Placidus von und zu Liechtenstein, 5 октября 1840[…], замок Леднице, Леднице — 11 февраля 1929[…], замок Вальтице, Вальтице) — 12-й князь Лихтенштейна, правивший более 70 лет с 1858 по 1929 годы. За время его правления в Лихтенштейне было проведено множество реформ.

## Жизнь
Шестой ребёнок в семье князя Алоиса II и его жены Франциски из рода Кинских (после пяти девочек). Иоганн получил отличное образование, учился в Германии, Бельгии и Франции. Он владел несколькими языками. Его учителем был барон Карл фон Фогельзанг, католический мыслитель и социальный реформатор, оказавший большое влияние на формирование взглядов будущего князя в различных вопросах.
Иоганн имел репутацию знатока и покровителя искусств. Он значительно пополнил и реорганизовал картинную галерею Лихтенштейна.
В период с 1905 по 1912 по указанию Иоганна замки Лихтенштейнов в Мария-Энцерсдорфе и Вадуце были отреставрированы. Позднее замок Вадуц стал официальной резиденцией князей. Кроме того, князь поддерживал своими пожертвованиями и другие музеи. В частности, Иоганн II помогал Историческому музею Вены (ныне «Венский музей») в создании картинной галереи.
Иоганн внес значительный вклад в развитие науки. В частности, он помогал Фармакологическому институту при Венском университете, а также Академии Наук. В 1895 году Иоганн II основал первый в Австро-Венгрии Институт Плодоводства и Садоводства. Он также финансировал различные благотворительные общества.
С 21 ноября 1916 года, после кончины императора Австро-Венгрии — Франца Иосифа и до своей смерти 11 февраля 1929 года, являлся самым долгоправящим и самым пожилым главой государства на планете. Правление Иоганна уступает по продолжительности только британской королеве Елизавете II и французскому королю Людовику XIV (у которого, однако, первые восемь лет правления пришлись на регентство королевы-матери). Иоганн был человеком малообщительным, и, прожив 88 лет, так и не женился, передав княжескую корону своему брату Францу, также не оставившему после себя прямых потомков

## Реформы Иоганна II
При Иоганне II, в 1866 году Княжество Лихтенштейн стало независимым государством, официально провозгласило свою независимость, а двумя годами позже, в 1868 Лихтенштейн провозгласил себя нейтральным государством (вслед за Швейцарией).
В 1868 году была упразднена армия Лихтенштейна в связи с нецелесообразностью её содержания. На момент упразднения в ней состояло 80 человек, и в случае военной агрессии отразить нападение она бы не смогла.
После окончания Первой мировой войны и значительного изменения политической ситуации в Европе, в частности распада Австро-Венгрии, с которой у Лихтенштейна традиционно были крепкие политические и экономические связи, Княжество Лихтенштейн было вынуждено заключить со Швейцарией почтовую унию в 1921 году и таможенную в 1923 году. Согласно этим униям Швейцария взяла на себя организацию почтовой и таможенной службы, а также охрану границ с Австрией.
В 1921 году Иоганн подписал новую Конституцию Лихтенштейна, по которой страна является «наследственной конституционной монархией, управляемой согласно демократическим и парламентским принципам». Эта конституция действует до сих пор, хотя и с некоторыми изменениями. Помимо этого, Иоганн II учредил правительство. До этой реформы существовал назначаемый князем администратор. За князем осталось право вето на принимаемые законы, но оно практически не применялось. Также был учрежден Парламент (Ландтаг). При Иоганне II был основан Государственный Банк.